# Pohár federace 1967
Pohár federace 1967 byl 5. ročník týmové tenisové soutěže žen v Poháru federace, od roku 1995 konané pod názvem Fed Cup. Soutěž se odehrála mezi 6. až 11. červnem 1967 na otevřených antukových dvorcích oddílu Blau-Weiss Tennis Club. Turnaj proběhl v západoněmeckém Západním Berlíně.
Turnaje se zúčastnilo sedmnáct zemí. Třetí vítězství si připsalo družstvo Spojených států amerických, které ve finále zdolalo hráčky Velké Británie. Britky se do boje o titul probojovaly poprvé. Výhru Američankám zajistily dvěma body z dvouher Billie Jean Kingová a Rosemary Casalsová, když porazily Ann Haydonovou-Jonesovou a Virginii Wadevou. Čtyřhra nebyla po odehrání dvou setů, za rozhodnutého stavu, dokončena.
Turnaj zahrnoval hlavní soutěž hranou vyřazovacím systémem, z níž vzešel celkový vítěz Poháru federace.

## Turnaj

### Účastníci
| Účastníci       | Účastníci | Účastníci      | Účastníci      |
| Austrálie       | Belgie    | Kanada         | Československo |
| Dánsko          | Francie   | Velká Británie | Itálie         |
| Nizozemsko      | Norsko    | Polsko         | Rhodesie       |
| Jižní Afrika    | Švýcarsko | Švédsko        | Spojené státy  |
| Západní Německo |           |                |                |
| --------------- | --------- | -------------- | -------------- |

### Pavouk
|  | První kolo 6. června | První kolo 6. června | První kolo 6. června |                 |     | Druhé kolo 7 – 8. června | Druhé kolo 7 – 8. června | Druhé kolo 7 – 8. června |   |  | Čtvrtfinále 9. června | Čtvrtfinále 9. června | Čtvrtfinále 9. června |   |  | Semifinále 10. června | Semifinále 10. června | Semifinále 10. června |  |  | Finále 11. června | Finále 11. června | Finále 11. června |
|  |                      |                      |                      |                 |     |                          |                          |                          |   |  |                       |                       |                       |   |  |                       |                       |                       |  |  |                   |                   |                   |
|  |                      |                      |                      |                 |     |                          |                          |                          |   |  |                       |                       |                       |   |  |                       |                       |                       |  |  |                   |                   |                   |
|  |                      |                      | Spojené státy        | 3               |     |                          |                          |                          |   |  |                       |                       |                       |   |  |                       |                       |                       |  |  |                   |                   |                   |
|  |                      |                      |                      | 3               |     |                          |                          |                          |   |  |                       |                       |                       |   |  |                       |                       |                       |  |  |                   |                   |                   |
|  |                      |                      |                      | Rhodesie        | 0   |                          |                          |                          |   |  |                       |                       |                       |   |  |                       |                       |                       |  |  |                   |                   |                   |
|  |                      |                      |                      | Rhodesie        | 0   |                          |                          |                          |   |  |                       |                       |                       |   |  |                       |                       |                       |  |  |                   |                   |                   |
|  |                      |                      |                      |                 |     |                          |                          |                          |   |  |                       |                       |                       |   |  |                       |                       |                       |  |  |                   |                   |                   |
|  |                      |                      |                      |                 |     |                          |                          |                          |   |  |                       |                       |                       |   |  |                       |                       |                       |  |  |                   |                   |                   |
|  |                      |                      |                      |                 |     |                          |                          | Spojené státy            | 3 |  |                       |                       |                       |   |  |                       |                       |                       |  |  |                   |                   |                   |
|  |                      |                      |                      |                 |     |                          |                          |                          | 3 |  |                       |                       |                       |   |  |                       |                       |                       |  |  |                   |                   |                   |
|  |                      |                      | Jižní Afrika         | 0               |     |                          |                          |                          |   |  |                       |                       |                       |   |  |                       |                       |                       |  |  |                   |                   |                   |
|  |                      |                      | Jižní Afrika         | 0               |     |                          |                          |                          |   |  |                       |                       |                       |   |  |                       |                       |                       |  |  |                   |                   |                   |
|  |                      |                      |                      |                 |     |                          |                          |                          |   |  |                       |                       |                       |   |  |                       |                       |                       |  |  |                   |                   |                   |
|  |                      |                      |                      |                 |     |                          |                          |                          |   |  |                       |                       |                       |   |  |                       |                       |                       |  |  |                   |                   |                   |
|  |                      |                      | Norsko               | 0               |     |                          |                          |                          |   |  |                       |                       |                       |   |  |                       |                       |                       |  |  |                   |                   |                   |
|  |                      |                      |                      | 0               |     |                          |                          |                          |   |  |                       |                       |                       |   |  |                       |                       |                       |  |  |                   |                   |                   |
|  |                      |                      |                      | Jižní Afrika    | 3   |                          |                          |                          |   |  |                       |                       |                       |   |  |                       |                       |                       |  |  |                   |                   |                   |
|  |                      |                      |                      | Jižní Afrika    | 3   |                          |                          |                          |   |  |                       |                       |                       |   |  |                       |                       |                       |  |  |                   |                   |                   |
|  |                      |                      |                      |                 |     |                          |                          |                          |   |  |                       |                       |                       |   |  |                       |                       |                       |  |  |                   |                   |                   |
|  |                      |                      |                      |                 |     |                          |                          |                          |   |  |                       |                       |                       |   |  |                       |                       |                       |  |  |                   |                   |                   |
|  |                      |                      |                      |                 |     |                          |                          |                          |   |  |                       |                       | Spojené státy         | 3 |  |                       |                       |                       |  |  |                   |                   |                   |
|  |                      |                      |                      |                 |     |                          |                          |                          |   |  |                       |                       |                       |   |  |                       |                       |                       |  |  |                   |                   |                   |
|  |                      |                      | Západní Německo      | 0               |     |                          |                          |                          |   |  |                       |                       |                       |   |  |                       |                       |                       |  |  |                   |                   |                   |
|  |                      |                      | Západní Německo      | 0               |     |                          |                          |                          |   |  |                       |                       |                       |   |  |                       |                       |                       |  |  |                   |                   |                   |
|  |                      |                      |                      |                 |     |                          |                          |                          |   |  |                       |                       |                       |   |  |                       |                       |                       |  |  |                   |                   |                   |
|  |                      |                      |                      |                 |     |                          |                          |                          |   |  |                       |                       |                       |   |  |                       |                       |                       |  |  |                   |                   |                   |
|  |                      |                      | Švýcarsko            | 1               |     |                          |                          |                          |   |  |                       |                       |                       |   |  |                       |                       |                       |  |  |                   |                   |                   |
|  |                      |                      |                      | 1               |     |                          |                          |                          |   |  |                       |                       |                       |   |  |                       |                       |                       |  |  |                   |                   |                   |
|  |                      |                      |                      | Kanada          | 2   |                          |                          |                          |   |  |                       |                       |                       |   |  |                       |                       |                       |  |  |                   |                   |                   |
|  |                      |                      |                      | Kanada          | 2   |                          |                          |                          |   |  |                       |                       |                       |   |  |                       |                       |                       |  |  |                   |                   |                   |
|  |                      |                      |                      |                 |     |                          |                          |                          |   |  |                       |                       |                       |   |  |                       |                       |                       |  |  |                   |                   |                   |
|  |                      |                      |                      |                 |     |                          |                          |                          |   |  |                       |                       |                       |   |  |                       |                       |                       |  |  |                   |                   |                   |
|  |                      |                      |                      |                 |     |                          |                          | Kanada                   | 0 |  |                       |                       |                       |   |  |                       |                       |                       |  |  |                   |                   |                   |
|  |                      |                      |                      |                 |     |                          |                          |                          | 0 |  |                       |                       |                       |   |  |                       |                       |                       |  |  |                   |                   |                   |
|  |                      |                      | Západní Německo      | 3               |     |                          |                          |                          |   |  |                       |                       |                       |   |  |                       |                       |                       |  |  |                   |                   |                   |
|  |                      |                      | Západní Německo      | 3               |     |                          |                          |                          |   |  |                       |                       |                       |   |  |                       |                       |                       |  |  |                   |                   |                   |
|  |                      |                      |                      |                 |     |                          |                          |                          |   |  |                       |                       |                       |   |  |                       |                       |                       |  |  |                   |                   |                   |
|  |                      |                      |                      |                 |     |                          |                          |                          |   |  |                       |                       |                       |   |  |                       |                       |                       |  |  |                   |                   |                   |
|  |                      |                      | Dánsko               | 0               |     |                          |                          |                          |   |  |                       |                       |                       |   |  |                       |                       |                       |  |  |                   |                   |                   |
|  |                      |                      |                      | 0               |     |                          |                          |                          |   |  |                       |                       |                       |   |  |                       |                       |                       |  |  |                   |                   |                   |
|  |                      |                      |                      | Západní Německo | 3   |                          |                          |                          |   |  |                       |                       |                       |   |  |                       |                       |                       |  |  |                   |                   |                   |
|  |                      |                      |                      | Západní Německo | 3   |                          |                          |                          |   |  |                       |                       |                       |   |  |                       |                       |                       |  |  |                   |                   |                   |
|  |                      |                      |                      |                 |     |                          |                          |                          |   |  |                       |                       |                       |   |  |                       |                       |                       |  |  |                   |                   |                   |
|  |                      |                      |                      |                 |     |                          |                          |                          |   |  |                       |                       |                       |   |  |                       |                       |                       |  |  |                   | Spojené státy     | 3                 |
|  |                      |                      |                      |                 |     |                          |                          |                          |   |  |                       |                       |                       |   |  |                       |                       |                       |  |  |                   | Spojené státy     | 3                 |
|  |                      |                      |                      |                 |     |                          |                          |                          |   |  |                       |                       |                       |   |  |                       |                       |                       |  |  |                   | Velká Británie    | 0                 |
|  |                      |                      |                      |                 |     |                          |                          |                          |   |  |                       |                       |                       |   |  |                       |                       |                       |  |  |                   | Velká Británie    | 0                 |
|  |                      |                      |                      |                 |     |                          |                          |                          |   |  |                       |                       |                       |   |  |                       |                       |                       |  |  |                   |                   |                   |
|  |                      |                      | Velká Británie       | 3               |     |                          |                          |                          |   |  |                       |                       |                       |   |  |                       |                       |                       |  |  |                   |                   |                   |
|  |                      |                      |                      | 3               |     |                          |                          |                          |   |  |                       |                       |                       |   |  |                       |                       |                       |  |  |                   |                   |                   |
|  |                      |                      |                      | Švédsko         | 0   |                          |                          |                          |   |  |                       |                       |                       |   |  |                       |                       |                       |  |  |                   |                   |                   |
|  |                      |                      |                      | Švédsko         | 0   |                          |                          |                          |   |  |                       |                       |                       |   |  |                       |                       |                       |  |  |                   |                   |                   |
|  |                      |                      |                      |                 |     |                          |                          |                          |   |  |                       |                       |                       |   |  |                       |                       |                       |  |  |                   |                   |                   |
|  |                      |                      |                      |                 |     |                          |                          |                          |   |  |                       |                       |                       |   |  |                       |                       |                       |  |  |                   |                   |                   |
|  |                      |                      |                      |                 |     |                          |                          | Velká Británie           | 2 |  |                       |                       |                       |   |  |                       |                       |                       |  |  |                   |                   |                   |
|  |                      |                      |                      |                 |     |                          |                          |                          | 2 |  |                       |                       |                       |   |  |                       |                       |                       |  |  |                   |                   |                   |
|  |                      |                      | Itálie               | 1               |     |                          |                          |                          |   |  |                       |                       |                       |   |  |                       |                       |                       |  |  |                   |                   |                   |
|  |                      |                      | Itálie               | 1               |     |                          |                          |                          |   |  |                       |                       |                       |   |  |                       |                       |                       |  |  |                   |                   |                   |
|  |                      |                      |                      |                 |     |                          |                          |                          |   |  |                       |                       |                       |   |  |                       |                       |                       |  |  |                   |                   |                   |
|  |                      |                      |                      |                 |     |                          |                          |                          |   |  |                       |                       |                       |   |  |                       |                       |                       |  |  |                   |                   |                   |
|  |                      |                      | Nizozemsko           | 0               |     |                          |                          |                          |   |  |                       |                       |                       |   |  |                       |                       |                       |  |  |                   |                   |                   |
|  |                      |                      |                      | 0               |     |                          |                          |                          |   |  |                       |                       |                       |   |  |                       |                       |                       |  |  |                   |                   |                   |
|  |                      |                      |                      | Itálie          | 3   |                          |                          |                          |   |  |                       |                       |                       |   |  |                       |                       |                       |  |  |                   |                   |                   |
|  |                      | Itálie               | 3                    | Itálie          | 3   |                          |                          |                          |   |  |                       |                       |                       |   |  |                       |                       |                       |  |  |                   |                   |                   |
|  |                      | Itálie               | 3                    |                 |     |                          |                          |                          |   |  |                       |                       |                       |   |  |                       |                       |                       |  |  |                   |                   |                   |
|  |                      | Belgie               | 0                    |                 |     |                          |                          |                          |   |  |                       |                       |                       |   |  |                       |                       |                       |  |  |                   |                   |                   |
|  |                      |                      |                      |                 |     |                          |                          |                          |   |  |                       |                       | Velká Británie        | 3 |  |                       |                       |                       |  |  |                   |                   |                   |
|  |                      |                      |                      |                 |     |                          |                          |                          |   |  |                       |                       |                       |   |  |                       |                       |                       |  |  |                   |                   |                   |
|  |                      |                      | Austrálie            | 0               |     |                          |                          |                          |   |  |                       |                       |                       |   |  |                       |                       |                       |  |  |                   |                   |                   |
|  |                      |                      | Austrálie            | 0               |     |                          |                          |                          |   |  |                       |                       |                       |   |  |                       |                       |                       |  |  |                   |                   |                   |
|  |                      |                      |                      |                 |     |                          |                          |                          |   |  |                       |                       |                       |   |  |                       |                       |                       |  |  |                   |                   |                   |
|  |                      |                      |                      |                 |     |                          |                          |                          |   |  |                       |                       |                       |   |  |                       |                       |                       |  |  |                   |                   |                   |
|  |                      |                      | Francie              |                 |     |                          |                          |                          |   |  |                       |                       |                       |   |  |                       |                       |                       |  |  |                   |                   |                   |
|  |                      |                      |                      |                 |     |                          |                          |                          |   |  |                       |                       |                       |   |  |                       |                       |                       |  |  |                   |                   |                   |
|  |                      |                      |                      | Polsko          | w/o |                          |                          |                          |   |  |                       |                       |                       |   |  |                       |                       |                       |  |  |                   |                   |                   |
|  |                      |                      |                      | Polsko          | w/o |                          |                          |                          |   |  |                       |                       |                       |   |  |                       |                       |                       |  |  |                   |                   |                   |
|  |                      |                      |                      |                 |     |                          |                          |                          |   |  |                       |                       |                       |   |  |                       |                       |                       |  |  |                   |                   |                   |
|  |                      |                      |                      |                 |     |                          |                          |                          |   |  |                       |                       |                       |   |  |                       |                       |                       |  |  |                   |                   |                   |
|  |                      |                      |                      |                 |     |                          |                          | Francie                  | 1 |  |                       |                       |                       |   |  |                       |                       |                       |  |  |                   |                   |                   |
|  |                      |                      |                      |                 |     |                          |                          |                          | 1 |  |                       |                       |                       |   |  |                       |                       |                       |  |  |                   |                   |                   |
|  |                      |                      | Austrálie            | 2               |     |                          |                          |                          |   |  |                       |                       |                       |   |  |                       |                       |                       |  |  |                   |                   |                   |
|  |                      |                      | Austrálie            | 2               |     |                          |                          |                          |   |  |                       |                       |                       |   |  |                       |                       |                       |  |  |                   |                   |                   |
|  |                      |                      |                      |                 |     |                          |                          |                          |   |  |                       |                       |                       |   |  |                       |                       |                       |  |  |                   |                   |                   |
|  |                      |                      |                      |                 |     |                          |                          |                          |   |  |                       |                       |                       |   |  |                       |                       |                       |  |  |                   |                   |                   |
|  |                      |                      | Československo       | w/o             |     |                          |                          |                          |   |  |                       |                       |                       |   |  |                       |                       |                       |  |  |                   |                   |                   |
|  |                      |                      |                      | w/o             |     |                          |                          |                          |   |  |                       |                       |                       |   |  |                       |                       |                       |  |  |                   |                   |                   |
|  |                      |                      |                      | Austrálie       |     |                          |                          |                          |   |  |                       |                       |                       |   |  |                       |                       |                       |  |  |                   |                   |                   |
|  |                      |                      |                      |                 |     |                          |                          |                          |   |  |                       |                       |                       |   |  |                       |                       |                       |  |  |                   |                   |                   |
|  |                      |                      |                      |                 |     |                          |                          |                          |   |  |                       |                       |                       |   |  |                       |                       |                       |  |  |                   |                   |                   |

### První kolo

#### Itálie vs. Belgie
| | Itálie | 3 :                                                                              | 0   | Belgie |     |  |
| --- | ------ | -------------------------------------------------------------------------------- | --- | ------ | --- |  |
| Blau-Weiss Tennis Club, Západní Berlín, Západní Německo 6. června 1967 antuka (venku) |        |                                                                                  |     |        |     |  |
| \| \| \| \| 1. \| 2. \| 3. \| \| \| -- \| \| -------------------------------------------------------------------------------- \| --- \| --- \| --- \| \| \| 1. \| \| Lea Pericoliová Christiane Mercelisová \| 6 2 \| 6 1 \| \| \| \| 2. \| \| Maria-Teresa Riedovál Ingrid Palmeriová \| 6 4 \| 2 6 \| 6 0 \| \| \| 3. \| \| Sylvana Lazzarinová / Lea Pericoliová Ingrid Palmeriová / Christiane Mercelisová \| 6 2 \| 6 2 \| \| \| \| \| \| \| \| \| \| \| \| \| \| \| \| \| \| \| \| \| \| \| \| \| \| \| \| \| \| \| \| \| \| \| \| \| \| \| \| \| \| \| |        |                                                                                  |     |        |     |  |
| |        |                                                                                  | 1.  | 2.     | 3.  |  |
| 1. |        | Lea Pericoliová Christiane Mercelisová                                           | 6 2 | 6 1    |     |  |
| 2. |        | Maria-Teresa Riedovál Ingrid Palmeriová                                          | 6 4 | 2 6    | 6 0 |  |
| 3. |        | Sylvana Lazzarinová / Lea Pericoliová Ingrid Palmeriová / Christiane Mercelisová | 6 2 | 6 2    |     |  |
| |        |                                                                                  |     |        |     |  |
| |        |                                                                                  |     |        |     |  |
| |        |                                                                                  |     |        |     |  |
| |        |                                                                                  |     |        |     |  |
| |        |                                                                                  |     |        |     |  |

### Druhé kolo

#### Spojené státy americké vs. Rhodesie
| | Spojené státy americké | 3 :                                                                           | 0   | Rhodesie |     |  |
| --- | ---------------------- | ----------------------------------------------------------------------------- | --- | -------- | --- |  |
| Blau-Weiss Tennis Club, Západní Berlín, Západní Německo 8. června 1967 antuka (venku) |                        |                                                                               |     |          |     |  |
| \| \| \| \| 1. \| 2. \| 3. \| \| \| -- \| \| ----------------------------------------------------------------------------- \| --- \| --- \| --- \| \| \| 1. \| \| Billie Jean Kingová Patricia Walkdenová \| 6 3 \| 2 6 \| 6 3 \| \| \| 2. \| \| Rosie Casalsová Fiona McKenzieová \| 6 4 \| 2 6 \| 6 0 \| \| \| 3. \| \| Rosie Casalsová / Billie Jean Kingová Fiona McKenzieová / Patricia Walkdenová \| 6 2 \| 6 2 \| \| \| \| \| \| \| \| \| \| \| \| \| \| \| \| \| \| \| \| \| \| \| \| \| \| \| \| \| \| \| \| \| \| \| \| \| \| \| \| \| \| \| |                        |                                                                               |     |          |     |  |
| |                        |                                                                               | 1.  | 2.       | 3.  |  |
| 1. |                        | Billie Jean Kingová Patricia Walkdenová                                       | 6 3 | 2 6      | 6 3 |  |
| 2. |                        | Rosie Casalsová Fiona McKenzieová                                             | 6 4 | 2 6      | 6 0 |  |
| 3. |                        | Rosie Casalsová / Billie Jean Kingová Fiona McKenzieová / Patricia Walkdenová | 6 2 | 6 2      |     |  |
| |                        |                                                                               |     |          |     |  |
| |                        |                                                                               |     |          |     |  |
| |                        |                                                                               |     |          |     |  |
| |                        |                                                                               |     |          |     |  |
| |                        |                                                                               |     |          |     |  |

#### Norsko vs. Jihoafrická republika
| | Norsko | 0 :                                                                       | 3   | Jihoafrická republika |    |  |
| --- | ------ | ------------------------------------------------------------------------- | --- | --------------------- | -- |  |
| Blau-Weiss Tennis Club, Západní Berlín, Západní Německo 8. června 1967 antuka (venku) |        |                                                                           |     |                       |    |  |
| \| \| \| \| 1. \| 2. \| 3. \| \| \| -- \| \| ------------------------------------------------------------------------- \| --- \| --- \| -- \| \| \| 1. \| \| Kirsten Robsahmová Greta Delportová \| 4 6 \| 3 6 \| \| \| \| 2. \| \| Ellen Grindvoldová Glenda Swanová \| 4 6 \| 3 6 \| \| \| \| 3. \| \| Ellen Grindvoldová / Kirsten Robsahmová Greta Delportová / Glenda Swanová \| 2 6 \| 3 6 \| \| \| \| \| \| \| \| \| \| \| \| \| \| \| \| \| \| \| \| \| \| \| \| \| \| \| \| \| \| \| \| \| \| \| \| \| \| \| \| \| \| \| |        |                                                                           |     |                       |    |  |
| |        |                                                                           | 1.  | 2.                    | 3. |  |
| 1. |        | Kirsten Robsahmová Greta Delportová                                       | 4 6 | 3 6                   |    |  |
| 2. |        | Ellen Grindvoldová Glenda Swanová                                         | 4 6 | 3 6                   |    |  |
| 3. |        | Ellen Grindvoldová / Kirsten Robsahmová Greta Delportová / Glenda Swanová | 2 6 | 3 6                   |    |  |
| |        |                                                                           |     |                       |    |  |
| |        |                                                                           |     |                       |    |  |
| |        |                                                                           |     |                       |    |  |
| |        |                                                                           |     |                       |    |  |
| |        |                                                                           |     |                       |    |  |

#### Švýcarsko vs. Kanada
| | Švýcarsko | 1 :                                                                     | 2   | Kanada |    |  |
| --- | --------- | ----------------------------------------------------------------------- | --- | ------ | -- |  |
| Blau-Weiss Tennis Club, Západní Berlín, Západní Německo 8. června 1967 antuka (venku) |           |                                                                         |     |        |    |  |
| \| \| \| \| 1. \| 2. \| 3. \| \| \| -- \| \| ----------------------------------------------------------------------- \| --- \| --- \| -- \| \| \| 1. \| \| Anne-Marie Studerová Susan Buttová \| 4 6 \| 1 6 \| \| \| \| 2. \| \| Silvia Gublerová Faye Urbanová \| 6 2 \| 6 3 \| \| \| \| 3. \| \| Silvia Gublerová / Anne-Marie Studerová Vicky Bernerová / Faye Urbanová \| 3 6 \| 1 6 \| \| \| \| \| \| \| \| \| \| \| \| \| \| \| \| \| \| \| \| \| \| \| \| \| \| \| \| \| \| \| \| \| \| \| \| \| \| \| \| \| \| \| |           |                                                                         |     |        |    |  |
| |           |                                                                         | 1.  | 2.     | 3. |  |
| 1. |           | Anne-Marie Studerová Susan Buttová                                      | 4 6 | 1 6    |    |  |
| 2. |           | Silvia Gublerová Faye Urbanová                                          | 6 2 | 6 3    |    |  |
| 3. |           | Silvia Gublerová / Anne-Marie Studerová Vicky Bernerová / Faye Urbanová | 3 6 | 1 6    |    |  |
| |           |                                                                         |     |        |    |  |
| |           |                                                                         |     |        |    |  |
| |           |                                                                         |     |        |    |  |
| |           |                                                                         |     |        |    |  |
| |           |                                                                         |     |        |    |  |

#### Dánsko vs. Západní Německo
| | Dánsko | 0 :                                                                | 3   | Západní Německo |    |  |
| --- | ------ | ------------------------------------------------------------------ | --- | --------------- | -- |  |
| Blau-Weiss Tennis Club, Západní Berlín, Západní Německo 8. června 1967 antuka (venku) |        |                                                                    |     |                 |    |  |
| \| \| \| \| 1. \| 2. \| 3. \| \| \| -- \| \| ------------------------------------------------------------------ \| --- \| --- \| -- \| \| \| 1. \| \| Milly Vagn-Nielsenová Helga Höslová \| 1 6 \| 0 6 \| \| \| \| 2. \| \| Pia Ballingová Helga Niessenová \| 1 6 \| 1 6 \| \| \| \| 3. \| \| Pia Ballingová / Lise Hahn-Evansová Edda Budingová / Helga Höslová \| 0 6 \| 1 6 \| \| \| \| \| \| \| \| \| \| \| \| \| \| \| \| \| \| \| \| \| \| \| \| \| \| \| \| \| \| \| \| \| \| \| \| \| \| \| \| \| \| \| |        |                                                                    |     |                 |    |  |
| |        |                                                                    | 1.  | 2.              | 3. |  |
| 1. |        | Milly Vagn-Nielsenová Helga Höslová                                | 1 6 | 0 6             |    |  |
| 2. |        | Pia Ballingová Helga Niessenová                                    | 1 6 | 1 6             |    |  |
| 3. |        | Pia Ballingová / Lise Hahn-Evansová Edda Budingová / Helga Höslová | 0 6 | 1 6             |    |  |
| |        |                                                                    |     |                 |    |  |
| |        |                                                                    |     |                 |    |  |
| |        |                                                                    |     |                 |    |  |
| |        |                                                                    |     |                 |    |  |
| |        |                                                                    |     |                 |    |  |

#### Velká Británie vs. Švédsko
| | Velká Británie | 3 :                                                                            | 0   | Švédsko |     |  |
| --- | -------------- | ------------------------------------------------------------------------------ | --- | ------- | --- |  |
| Blau-Weiss Tennis Club, Západní Berlín, Západní Německo 7. června 1967 antuka (venku) |                |                                                                                |     |         |     |  |
| \| \| \| \| 1. \| 2. \| 3. \| \| \| -- \| \| ------------------------------------------------------------------------------ \| --- \| --- \| --- \| \| \| 1. \| \| Virginia Wadeová Ingrid Bentzerová \| 6 4 \| 6 8 \| 6 1 \| \| \| 2. \| \| Ann Haydonová-Jonesová Christina Sandbergová \| 6 2 \| 6 4 \| \| \| \| 3. \| \| Ann Haydonová-Jonesová / Virginia Wadeová Ingrid Bentzerová / Eva Lundquistová \| 2 6 \| 6 4 \| 7 5 \| \| \| \| \| \| \| \| \| \| \| \| \| \| \| \| \| \| \| \| \| \| \| \| \| \| \| \| \| \| \| \| \| \| \| \| \| \| \| \| \| \| |                |                                                                                |     |         |     |  |
| |                |                                                                                | 1.  | 2.      | 3.  |  |
| 1. |                | Virginia Wadeová Ingrid Bentzerová                                             | 6 4 | 6 8     | 6 1 |  |
| 2. |                | Ann Haydonová-Jonesová Christina Sandbergová                                   | 6 2 | 6 4     |     |  |
| 3. |                | Ann Haydonová-Jonesová / Virginia Wadeová Ingrid Bentzerová / Eva Lundquistová | 2 6 | 6 4     | 7 5 |  |
| |                |                                                                                |     |         |     |  |
| |                |                                                                                |     |         |     |  |
| |                |                                                                                |     |         |     |  |
| |                |                                                                                |     |         |     |  |
| |                |                                                                                |     |         |     |  |

#### Nizozemsko vs. Itálie
| | Nizozemsko | 0 :                                                                           | 3   | Itálie |     |  |
| --- | ---------- | ----------------------------------------------------------------------------- | --- | ------ | --- |  |
| Blau-Weiss Tennis Club, Západní Berlín, Západní Německo 7. června 1967 antuka (venku) |            |                                                                               |     |        |     |  |
| \| \| \| \| 1. \| 2. \| 3. \| \| \| -- \| \| ----------------------------------------------------------------------------- \| --- \| --- \| --- \| \| \| 1. \| \| Lidy Venneboerová Maria-Teresa Riedlová \| 6 3 \| 3 6 \| 1 6 \| \| \| 2. \| \| Gertruida Walhofová Lea Pericoliová \| 5 7 \| 3 6 \| \| \| \| 3. \| \| Gertruida Walhofová / Lidy Venneboerová Sylvana Lazzarinová / Lea Pericoliová \| 6 2 \| 5 7 \| 4 6 \| \| \| \| \| \| \| \| \| \| \| \| \| \| \| \| \| \| \| \| \| \| \| \| \| \| \| \| \| \| \| \| \| \| \| \| \| \| \| \| \| \| |            |                                                                               |     |        |     |  |
| |            |                                                                               | 1.  | 2.     | 3.  |  |
| 1. |            | Lidy Venneboerová Maria-Teresa Riedlová                                       | 6 3 | 3 6    | 1 6 |  |
| 2. |            | Gertruida Walhofová Lea Pericoliová                                           | 5 7 | 3 6    |     |  |
| 3. |            | Gertruida Walhofová / Lidy Venneboerová Sylvana Lazzarinová / Lea Pericoliová | 6 2 | 5 7    | 4 6 |  |
| |            |                                                                               |     |        |     |  |
| |            |                                                                               |     |        |     |  |
| |            |                                                                               |     |        |     |  |
| |            |                                                                               |     |        |     |  |
| |            |                                                                               |     |        |     |  |

### Čtvrtfinále

#### Spojené státy americké vs. Jihoafrická republika
| | Spojené státy americké | 3 :                                                                        | 0   | Jihoafrická republika |    |  |
| --- | ---------------------- | -------------------------------------------------------------------------- | --- | --------------------- | -- |  |
| Blau-Weiss Tennis Club, Západní Berlín, Západní Německo 9. června 1967 antuka (venku) |                        |                                                                            |     |                       |    |  |
| \| \| \| \| 1. \| 2. \| 3. \| \| \| -- \| \| -------------------------------------------------------------------------- \| --- \| --- \| -- \| \| \| 1. \| \| Rosie Casalsová Glenda Swanová \| 6 1 \| 6 4 \| \| \| \| 2. \| \| Billie Jean Kingová Annette Du Plooyová \| 6 2 \| 6 4 \| \| \| \| 3. \| \| Rosie Casalsová / Billie Jean Kingová Glenda Swanová / Annette Du Plooyová \| 7 5 \| 6 4 \| \| \| \| \| \| \| \| \| \| \| \| \| \| \| \| \| \| \| \| \| \| \| \| \| \| \| \| \| \| \| \| \| \| \| \| \| \| \| \| \| \| \| |                        |                                                                            |     |                       |    |  |
| |                        |                                                                            | 1.  | 2.                    | 3. |  |
| 1. |                        | Rosie Casalsová Glenda Swanová                                             | 6 1 | 6 4                   |    |  |
| 2. |                        | Billie Jean Kingová Annette Du Plooyová                                    | 6 2 | 6 4                   |    |  |
| 3. |                        | Rosie Casalsová / Billie Jean Kingová Glenda Swanová / Annette Du Plooyová | 7 5 | 6 4                   |    |  |
| |                        |                                                                            |     |                       |    |  |
| |                        |                                                                            |     |                       |    |  |
| |                        |                                                                            |     |                       |    |  |
| |                        |                                                                            |     |                       |    |  |
| |                        |                                                                            |     |                       |    |  |

#### Kanada vs. Západní Německo
| | Kanada | 0 :                                                            | 3   | Západní Německo |    |  |
| --- | ------ | -------------------------------------------------------------- | --- | --------------- | -- |  |
| Blau-Weiss Tennis Club, Západní Berlín, Západní Německo 9. června 1967 antuka (venku) |        |                                                                |     |                 |    |  |
| \| \| \| \| 1. \| 2. \| 3. \| \| \| -- \| \| -------------------------------------------------------------- \| --- \| --- \| -- \| \| \| 1. \| \| Faye Urbanová Helga Hösovál \| 5 7 \| 4 6 \| \| \| \| 2. \| \| Susan Buttová Helga Niessenová \| 1 6 \| 1 6 \| \| \| \| 3. \| \| Vicky Bernerová / Faye Urbanová Edda Budingová / Helga Höslová \| 1 6 \| 1 6 \| \| \| \| \| \| \| \| \| \| \| \| \| \| \| \| \| \| \| \| \| \| \| \| \| \| \| \| \| \| \| \| \| \| \| \| \| \| \| \| \| \| \| |        |                                                                |     |                 |    |  |
| |        |                                                                | 1.  | 2.              | 3. |  |
| 1. |        | Faye Urbanová Helga Hösovál                                    | 5 7 | 4 6             |    |  |
| 2. |        | Susan Buttová Helga Niessenová                                 | 1 6 | 1 6             |    |  |
| 3. |        | Vicky Bernerová / Faye Urbanová Edda Budingová / Helga Höslová | 1 6 | 1 6             |    |  |
| |        |                                                                |     |                 |    |  |
| |        |                                                                |     |                 |    |  |
| |        |                                                                |     |                 |    |  |
| |        |                                                                |     |                 |    |  |
| |        |                                                                |     |                 |    |  |

#### Velká Británie vs. Itálie
| | Velká Británie | 2 :                                                                             | 1   | Itálie |    |  |
| --- | -------------- | ------------------------------------------------------------------------------- | --- | ------ | -- |  |
| Blau-Weiss Tennis Club, Západní Berlín, Západní Německo 9. června 1967 antuka (venku) |                |                                                                                 |     |        |    |  |
| \| \| \| \| 1. \| 2. \| 3. \| \| \| -- \| \| ------------------------------------------------------------------------------- \| --- \| --- \| -- \| \| \| 1. \| \| Virginia Wadeová Maria-Teresa Riedlová \| 6 1 \| 8 6 \| \| \| \| 2. \| \| Ann Haydonová-Jonesová Lea Pericoliová \| 6 1 \| 6 0 \| \| \| \| 3. \| \| Ann Haydonová-Jonesová / Virginia Wadeová Sylvana Lazzarinová / Lea Pericoliová \| 5 7 \| 2 6 \| \| \| \| \| \| \| \| \| \| \| \| \| \| \| \| \| \| \| \| \| \| \| \| \| \| \| \| \| \| \| \| \| \| \| \| \| \| \| \| \| \| \| |                |                                                                                 |     |        |    |  |
| |                |                                                                                 | 1.  | 2.     | 3. |  |
| 1. |                | Virginia Wadeová Maria-Teresa Riedlová                                          | 6 1 | 8 6    |    |  |
| 2. |                | Ann Haydonová-Jonesová Lea Pericoliová                                          | 6 1 | 6 0    |    |  |
| 3. |                | Ann Haydonová-Jonesová / Virginia Wadeová Sylvana Lazzarinová / Lea Pericoliová | 5 7 | 2 6    |    |  |
| |                |                                                                                 |     |        |    |  |
| |                |                                                                                 |     |        |    |  |
| |                |                                                                                 |     |        |    |  |
| |                |                                                                                 |     |        |    |  |
| |                |                                                                                 |     |        |    |  |

#### Francie vs. Austrálie
| | Francie | 1 :                                                                      | 2   | Austrálie |     |  |
| --- | ------- | ------------------------------------------------------------------------ | --- | --------- | --- |  |
| Blau-Weiss Tennis Club, Západní Berlín, Západní Německo 9. června 1967 antuka (venku) |         |                                                                          |     |           |     |  |
| \| \| \| \| 1. \| 2. \| 3. \| \| \| -- \| \| ------------------------------------------------------------------------ \| --- \| --- \| --- \| \| \| 1. \| \| Monique Du Masová Kerry Melvilleová \| 6 4 \| 4 6 \| 7 9 \| \| \| 2. \| \| Françoise Durrová Lesley Turnerová \| 9 7 \| 6 1 \| \| \| \| 3. \| \| Françoise Durrová / Janine Lieffrigová Judy Tegartová / Lesley Turnerová \| 3 6 \| 3 6 \| \| \| \| \| \| \| \| \| \| \| \| \| \| \| \| \| \| \| \| \| \| \| \| \| \| \| \| \| \| \| \| \| \| \| \| \| \| \| \| \| \| \| |         |                                                                          |     |           |     |  |
| |         |                                                                          | 1.  | 2.        | 3.  |  |
| 1. |         | Monique Du Masová Kerry Melvilleová                                      | 6 4 | 4 6       | 7 9 |  |
| 2. |         | Françoise Durrová Lesley Turnerová                                       | 9 7 | 6 1       |     |  |
| 3. |         | Françoise Durrová / Janine Lieffrigová Judy Tegartová / Lesley Turnerová | 3 6 | 3 6       |     |  |
| |         |                                                                          |     |           |     |  |
| |         |                                                                          |     |           |     |  |
| |         |                                                                          |     |           |     |  |
| |         |                                                                          |     |           |     |  |
| |         |                                                                          |     |           |     |  |

### Semifinále

#### Spojené státy americké vs. Západní Německo
| | Spojené státy americké | 3 :                                                                  | 0   | Západní Německo |     |  |
| --- | ---------------------- | -------------------------------------------------------------------- | --- | --------------- | --- |  |
| Blau-Weiss Tennis Club, Západní Berlín, Západní Německo 10. června 1967 antuka (venku) |                        |                                                                      |     |                 |     |  |
| \| \| \| \| 1. \| 2. \| 3. \| \| \| -- \| \| -------------------------------------------------------------------- \| --- \| --- \| --- \| \| \| 1. \| \| Rosie Casalsová Helga Höslová \| 6 2 \| 7 5 \| \| \| \| 2. \| \| Billie Jean Kingová Helga Niessenová \| 6 1 \| 7 5 \| \| \| \| 3. \| \| Rosie Casalsová / Billie Jean Kingová Edda Budingová / Helga Höslová \| 6 4 \| 2 6 \| 8 6 \| \| \| \| \| \| \| \| \| \| \| \| \| \| \| \| \| \| \| \| \| \| \| \| \| \| \| \| \| \| \| \| \| \| \| \| \| \| \| \| \| \| |                        |                                                                      |     |                 |     |  |
| |                        |                                                                      | 1.  | 2.              | 3.  |  |
| 1. |                        | Rosie Casalsová Helga Höslová                                        | 6 2 | 7 5             |     |  |
| 2. |                        | Billie Jean Kingová Helga Niessenová                                 | 6 1 | 7 5             |     |  |
| 3. |                        | Rosie Casalsová / Billie Jean Kingová Edda Budingová / Helga Höslová | 6 4 | 2 6             | 8 6 |  |
| |                        |                                                                      |     |                 |     |  |
| |                        |                                                                      |     |                 |     |  |
| |                        |                                                                      |     |                 |     |  |
| |                        |                                                                      |     |                 |     |  |
| |                        |                                                                      |     |                 |     |  |

#### Velká Británie vs. Austrálie
| | Velká Británie | 3 :                                                                         | 0   | Austrálie |     |  |
| --- | -------------- | --------------------------------------------------------------------------- | --- | --------- | --- |  |
| Blau-Weiss Tennis Club, Západní Berlín, Západní Německo 10. června 1967 antuka (venku) |                |                                                                             |     |           |     |  |
| \| \| \| \| 1. \| 2. \| 3. \| \| \| -- \| \| --------------------------------------------------------------------------- \| --- \| --- \| --- \| \| \| 1. \| \| Virginia Wadeová Kerry Melvilleová \| 9 7 \| 4 6 \| 6 2 \| \| \| 2. \| \| Ann Haydonová-Jonesová Lesley Turnerová \| 6 2 \| 6 2 \| \| \| \| 3. \| \| Ann Haydonová-Jonesová / Virginia Wadeová Judy Tegartová / Lesley Turnerová \| 8 6 \| 6 4 \| \| \| \| \| \| \| \| \| \| \| \| \| \| \| \| \| \| \| \| \| \| \| \| \| \| \| \| \| \| \| \| \| \| \| \| \| \| \| \| \| \| \| |                |                                                                             |     |           |     |  |
| |                |                                                                             | 1.  | 2.        | 3.  |  |
| 1. |                | Virginia Wadeová Kerry Melvilleová                                          | 9 7 | 4 6       | 6 2 |  |
| 2. |                | Ann Haydonová-Jonesová Lesley Turnerová                                     | 6 2 | 6 2       |     |  |
| 3. |                | Ann Haydonová-Jonesová / Virginia Wadeová Judy Tegartová / Lesley Turnerová | 8 6 | 6 4       |     |  |
| |                |                                                                             |     |           |     |  |
| |                |                                                                             |     |           |     |  |
| |                |                                                                             |     |           |     |  |
| |                |                                                                             |     |           |     |  |
| |                |                                                                             |     |           |     |  |

### Finále

#### Spojené státy americké vs. Velká Británie
| | Spojené státy americké | 2 :                                                                             | 0   | Velká Británie |    |           |
| --- | ---------------------- | ------------------------------------------------------------------------------- | --- | -------------- | -- | --------- |
| Blau-Weiss Tennis Club, Západní Berlín, Západní Německo 11. června 1967 antuka (venku) |                        |                                                                                 |     |                |    |           |
| \| \| \| \| 1. \| 2. \| 3. \| \| \| -- \| \| ------------------------------------------------------------------------------- \| --- \| --- \| -- \| --------- \| \| 1. \| \| Rosie Casalsová Virginia Wadeová \| 9 7 \| 8 6 \| \| \| \| 2. \| \| Billie Jean Kingová Ann Haydonová-Jonesová \| 6 3 \| 6 4 \| \| \| \| 3. \| \| Rosie Casalsová / Billie Jean Kingová Ann Haydonová-Jonesová / Virginia Wadeová \| 6 8 \| 9 7 \| \| nedohráno \| \| \| \| \| \| \| \| \| \| \| \| \| \| \| \| \| \| \| \| \| \| \| \| \| \| \| \| \| \| \| \| \| \| \| \| \| \| \| \| \| |                        |                                                                                 |     |                |    |           |
| |                        |                                                                                 | 1.  | 2.             | 3. |           |
| 1. |                        | Rosie Casalsová Virginia Wadeová                                                | 9 7 | 8 6            |    |           |
| 2. |                        | Billie Jean Kingová Ann Haydonová-Jonesová                                      | 6 3 | 6 4            |    |           |
| 3. |                        | Rosie Casalsová / Billie Jean Kingová Ann Haydonová-Jonesová / Virginia Wadeová | 6 8 | 9 7            |    | nedohráno |
| |                        |                                                                                 |     |                |    |           |
| |                        |                                                                                 |     |                |    |           |
| |                        |                                                                                 |     |                |    |           |
| |                        |                                                                                 |     |                |    |           |
| |                        |                                                                                 |     |                |    |           |

### Vítěz
| Vítěz Poháru federace 1967 |
| -------------------------- |
| Spojené státy třetí titul  |